# Hald (Randers Kommune)
Hald ist eine Stadt im Osten Jütlands, Dänemark mit 364 Einwohnern. Sie liegt 6 km nordöstlich von Spentrup, 21 km südlich von Hadsund und 13 km nordöstlich von Randers und gehört zur Randers Kommune in der Region Mitteljütland.
Von der höchsten Stelle Halds aus, dem Møllevej (dt. Mühlenweg) mit 103 Metern, hat man einen Blick auf den Randers Fjord, das Kattegat und den Mariager Fjord. 

## Geschichtliches, Einrichtungen

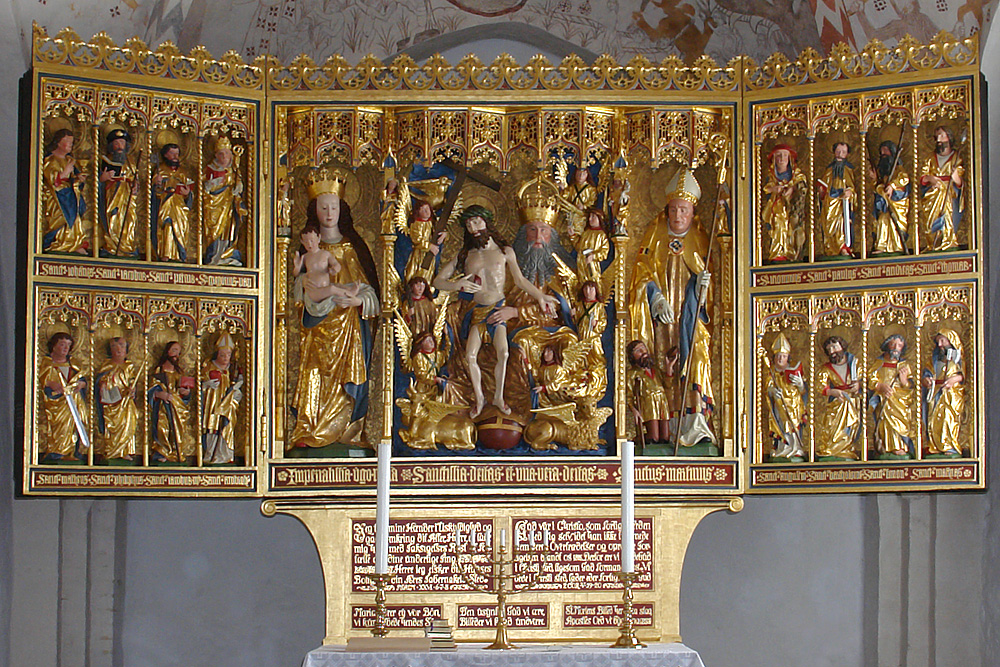
Altar der Hald-Kirche

Am südlichen Ende der Stadt liegt die Kirche der nördlichen Propstei, die Hald-Kirche. Der dreiflügelige Altar wird einem unbekannten Lübecker Meister zugeschrieben, der im 20. Jh. nach der Inschrift unter der Marienstatue (Imperialissima virgo Maria) den Notnamen Imperialissima-Meister erhielt. Der Altar stand ursprünglich in der St. Mortens-Kirche von Randers, der 1765 ein neuer Altar gespendet wurde.
1889 wurde das Versammlungshaus Hald erbaut und 1952 für 140 Personen erweitert. Es besteht aus einer Haupthalle für 110 Personen mit einer Bühne und einem kleineren Raum für 30 Personen. Es verfügt über einen Service für 100 Personen.
Von 1961 bis 2010 gab es eine Grundschule, die Hald-Kærby Centralskole, für etwa einhundert Schüler der Klassen 0 bis 7. Die Schule wird seither als Zentrum für Sonderpädagogik für Erwachsene des CSV Randers genutzt. Nach Schließung der Schule gingen die Kinder zunächst in Harridslev zur Schule, seit 2015 in die Grundschule in Øster Tørslev.
1965 fusionierte der örtliche Sportverein Hald IF mit dem benachbarten Club Gjerlev-Enslev IF unter dem Namen Boldklubben 65 (dt. Ballclub). Daneben gibt es einen eigenen Gymnastikverein.

## Bahnanbindung
Von 1883 bis 1969 hatte Hald eine eigene Bahnstation, die auf einem offenen Feld, 2 km nordwestlich der Kirche, erbaut wurde. Sie hatte zwei Bahnsteige und eine Laderampe Das Bahnhofsgebäude blieb erhalten und befindet sich am Kærbyvej 29.

## Persönlichkeiten
- Johan Exner (1897–1981) war von 1923 bis 1964 Pfarrer der Gemeinde Hald-Kærby und ab 1931 Propst. In dieser Funktion reiste er ab 1937 zu den Gutsbesitzer in der Nähe von alten Kirchen und versuchte sie von Naturschutzmaßnahmen zu überzeugen, die einen Blick auf die Kirchen sicherten. Vor allem um 1950 wurden so über 1.100 sogenannte Propst-Exner-Erhaltungsvereinbarungen unterzeichnet. Während der Deutschen Besatzung Dänemarks beherbergte er Widerstandskämpfer und wurde 1945 von der Gestapo verhaftet. Er ist auf dem Friedhof Hald begraben und Vater von Johannes und Bent Exner.
- Johannes Exner (1926–2015), Architekt und Restaurator, der gemeinsam mit seiner Frau Inger Exner (geb. Wurtzen) viele preisgekrönte Kirchen und Gebäude im In- und Ausland baute und restaurierte. Zu den restaurierten Gebäuden gehört u. a. das aus dem 13. Jahrhundert stammende Schloss Koldinghus in Kolding.
- Bent Exner (1932–2006), Goldschmied, bekannt für seine einzigartige Schmuck- und Kirchenkunst und einer der wenigen in Dänemark, der noch mit Feuervergoldung arbeitete.

## Bilder

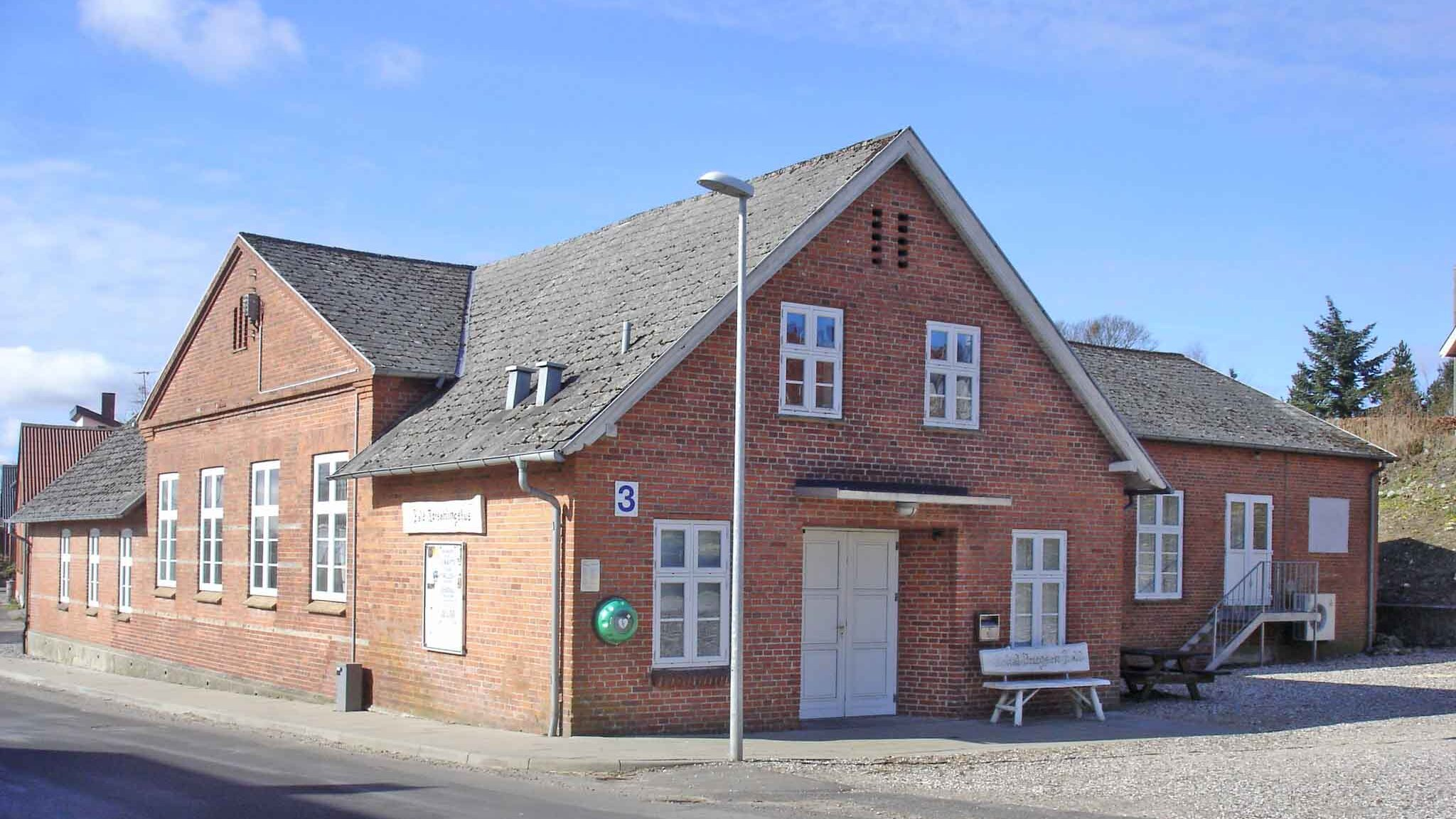
Versammlungshaus
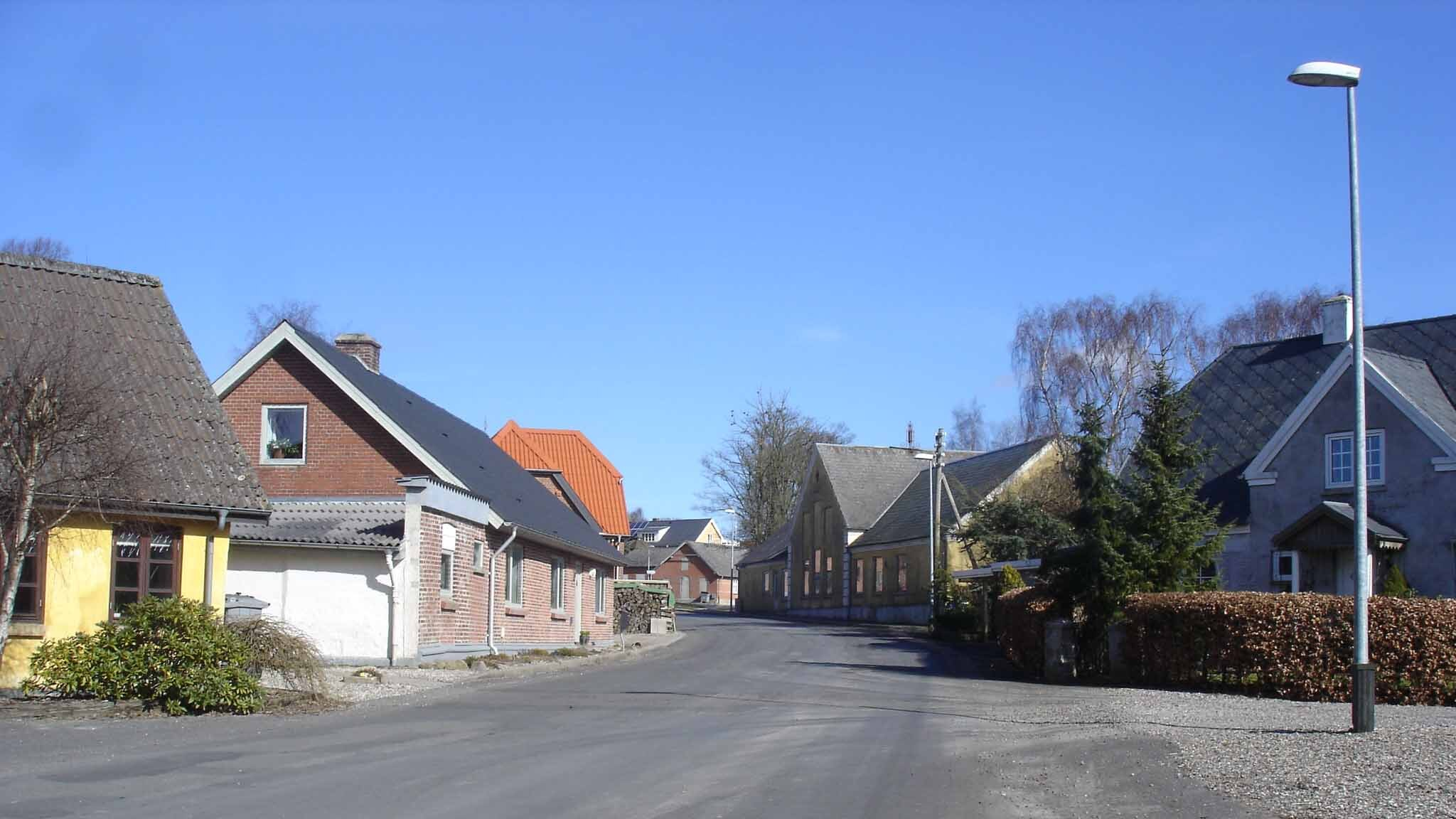
Alte Molkerei
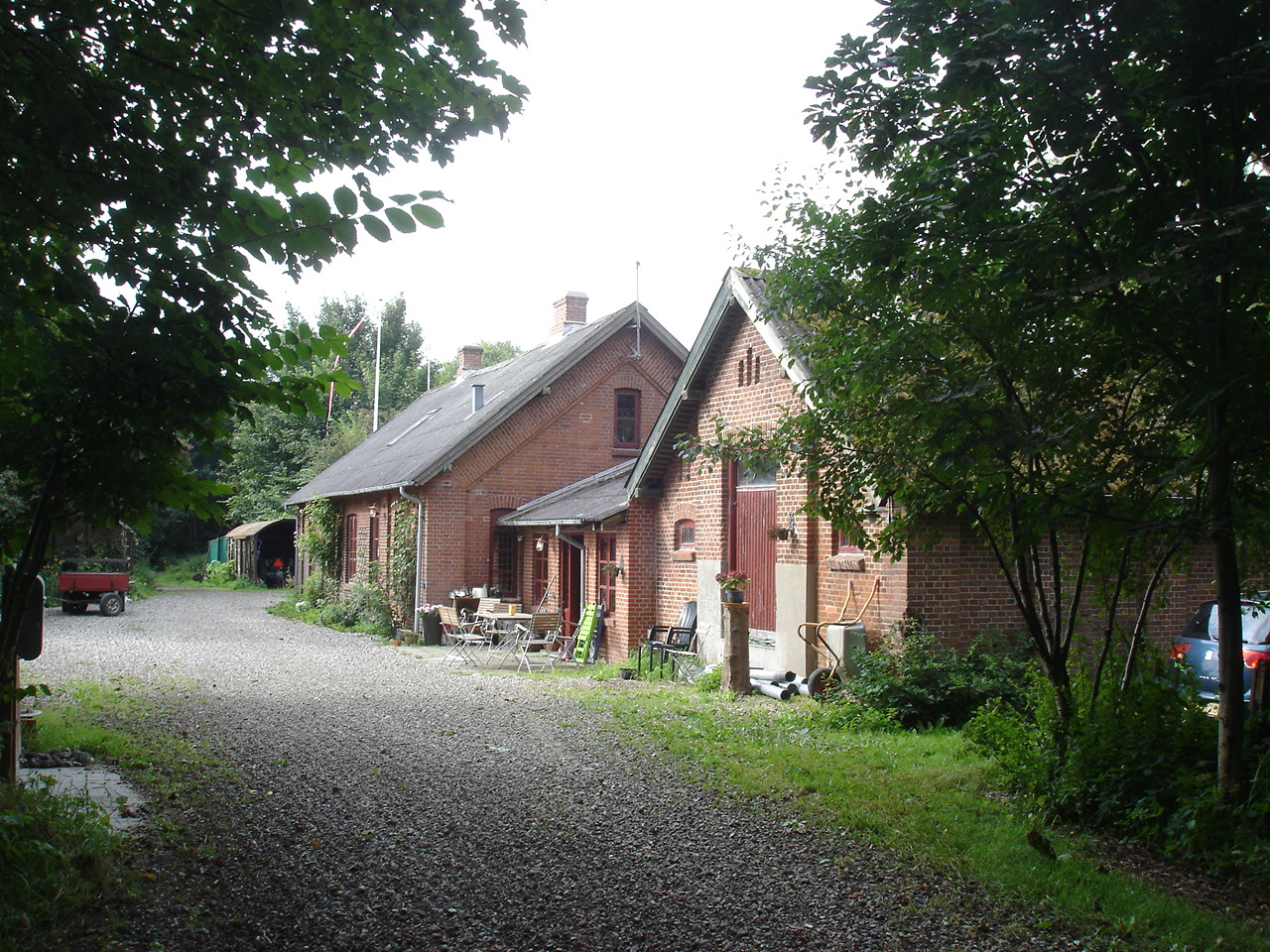
ehemaliges Bahnhofsgebäude
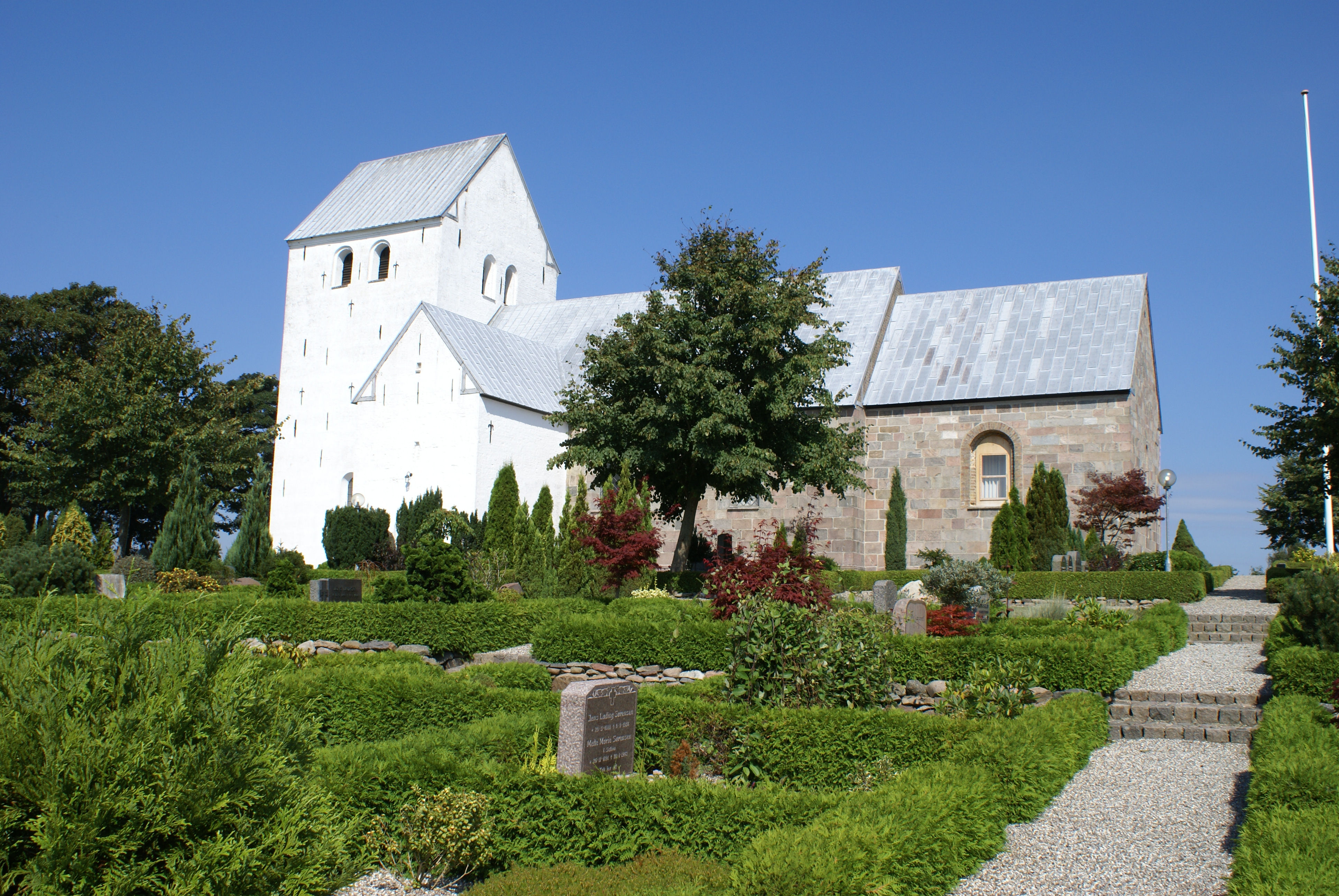
Hald Kirche
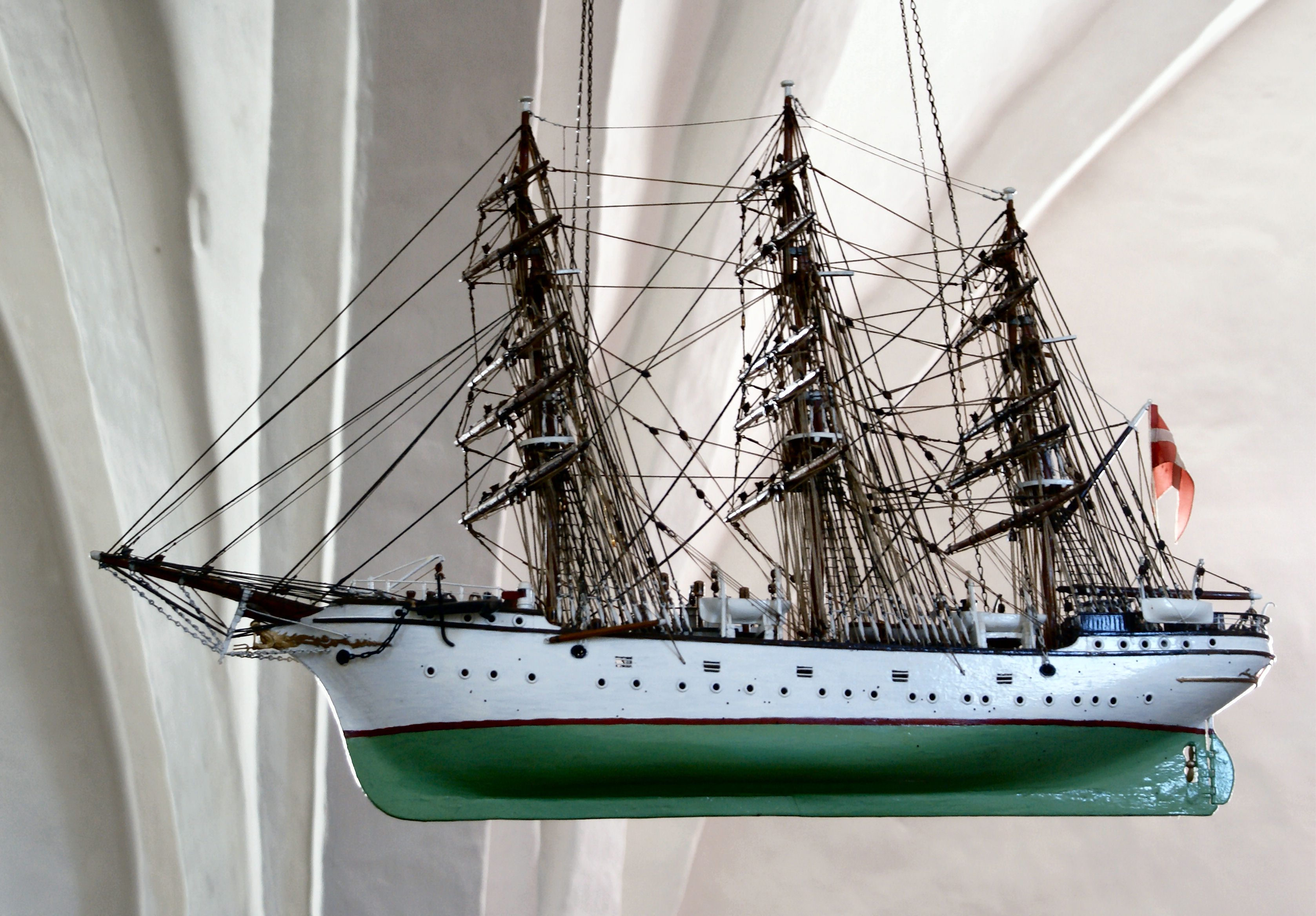
Kirchenschiff
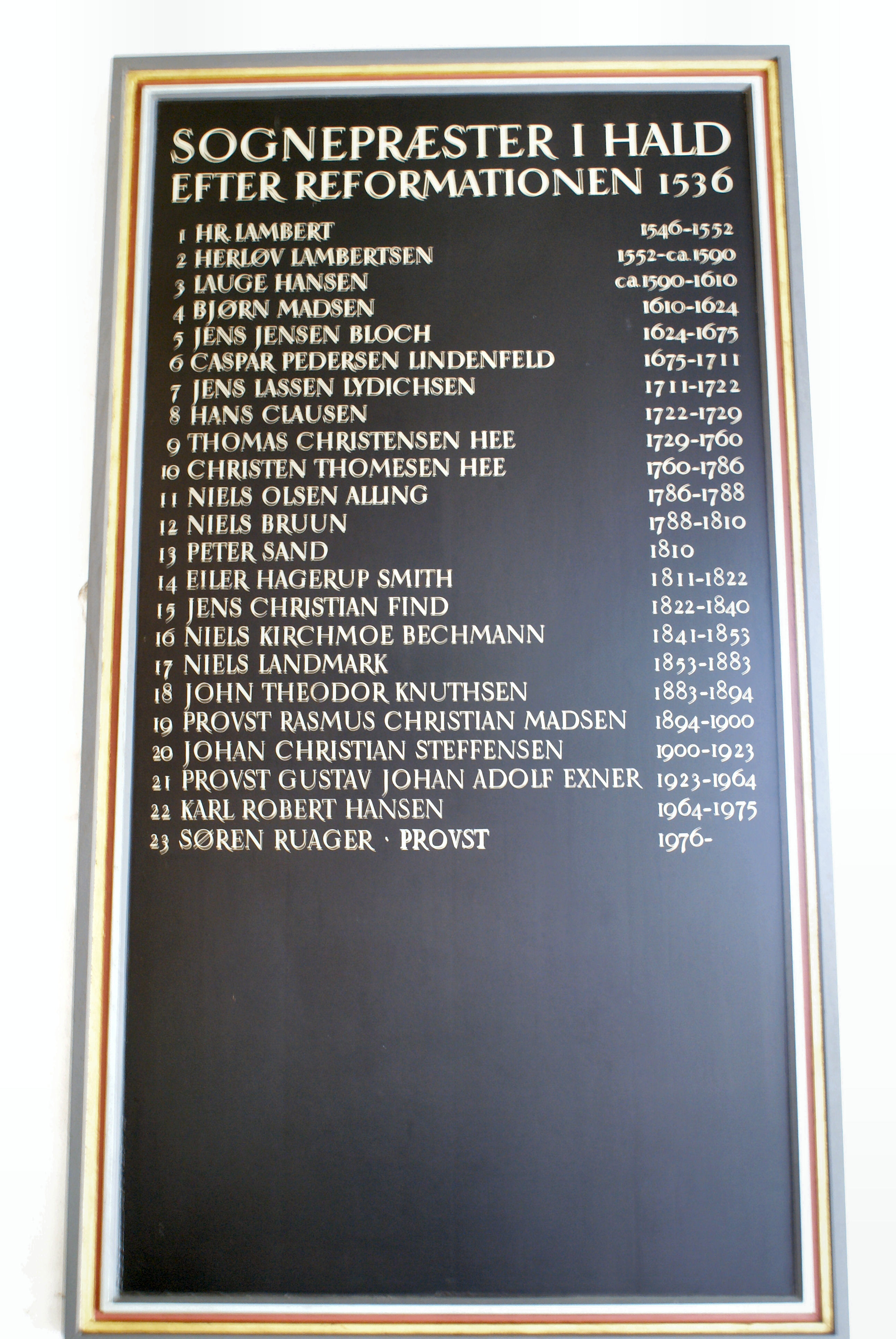
Liste der Pfarrer